# Пала, Петр
Петр Пала (чеш. Petr Pála; родился 2 октября 1975 года в Праге, Чехословакия) — чешский теннисист и тренер; финалист одного турнира Большого шлема в парном разряде (Открытый чемпионат Франции-2001); полуфиналист одного турнира Большого шлема в миксте (Открытый чемпионат Франции-2001); бывшая десятая ракетка мира в парном рейтинге; победитель семи турниров ATP в парном разряде; пятикратный обладатель Кубка Федерации (в 2011—2012, 2014—2016 годах) как капитан национальной команды Чехии.

## Общая информация
Мать Петра — Вера — домохозяйка, отец — Франтишек — также в прошлом известный теннисист, игравший в финале Monte-Carlo Masters как в одиночном, так и в парном разряде, выигрывавший Командный кубок мира и игравший за национальную сборную Чехословакии в Кубке Дэвиса; позже помогал сыну в тренировочном процессе. Сестры уроженца Праги — Моника — замужем за многолетним партнёром Петра по парным соревнованиям Павлом Визнером.
Среди теннисных кумиров детства Палы числятся Янник Ноа и Мирослав Мечирж.
Помимо тенниса Петр любит хоккей (болеет за пражскую «Спарту» и «Питтсбург Пингвинз») и лыжный спорт.

## Спортивная карьера

### Одиночная карьера
После выигрыша национального чемпионата среди шестнадцатилетних одиночная карьера Палы не сложилась — соревнование сначала в высшей лиге юниорского тенниса, а затем и во взрослом ограничивалось лишь участием. В итоге, до завершения своей одиночной карьеры, чех лишь раз сыграл в основе турниров основного тура ATP (в Умаге-1996, пройдя отбор).
Частично подобные результаты объясняются серьёзными травмами, которые Петр получал в момент, когда его парные результаты заметно опережали одиночные и совмещать выступления на «челленджерах» и турнирах основного тура становилось весьма проблематично совмещать с частым участием на «фьючерсах».

### Парная карьера
Парная взрослая карьера с самого начала пошла куда лучше: уже на своём первом турнире Пала доходит до полуфинала. В 1994 году он дебютирует в основном туре, через год впервые играет в финале турнира серии «челленджер», а также поднимается в Top200 рейтинга.
В 1996 году происходит ещё одно знаковое для карьеры чеха событие — он впервые принимает участие во взрослом турнире Большого шлема. На Уимблдоне, Пала и его соотечественник Павел Визнер доходят сразу до третьего круга, обыграв сильную пару Джаред Палмер / Джонатан Старк. Дальнейшие успехи в этом разряде были на некоторое время приостановлены травмой и попыткой наладить одиночный рейтинг.
К 1999 году Петр отчаивается добиться чего-то серьёзного в сольных выступлениях и в значительной степени переключается на соревнования дуэтов. Сотрудничество с соотечественником Томашем Цибульцем позволяет за несколько месяцев набрать приемлемый парный рейтинг и он всё чаще появляется в сетках соревнований основного тура. Вскоре удаётся возобновить постоянное сотрудничество с Визнером. В августе этого года их дуэт впервые доходит до финала турнира ATP (в Сан-Марино), а через несколько недель Пала, после трёхлетнего перерыва, вновь играет на соревновании Большого шлема.
В дальнейшем, пражанин всё больше играет на подобном уровне, постепенно улучшая результаты. Звёздным годом Палы оказывается сезон-2001: дуэт с Визнером становится всё более грозной силой, всё чаще добираясь до высоких стадий турниров высших категорий. К июню того года Петр побывал в полуфиналах турниров серии Masters в Риме и Гамбурге, а также выиграл свой первый титул ATP (в Санкт-Пёльтене). На завершающем этот отрезок сезона Roland Garros Пала и Визнер пробиваются в финал, где уступают Леандру Паесу и Махешу Бхупати.
Позже, во время травяного сезона, чехи пробиваются в четвертьфинал на Уимблдоне, но результаты постепенно возвращаются на привычный уровень. Последний крупный успех приходит в конце зимы 2002 года, когда Петр и Павел пробиваются в финал итогового турнира в Бангалоре, по дороге взяв реванш у индусов за поражение в финале французского соревнования Большого шлема.
После непродолжительных попыток вернуться на золотой уровень дуэт распадается. Петр постепенно становится крепким середняком парного тура от которого лишь иногда можно ждать каких-то сверхудачных выступлений. Первое время весьма удачно Пала играет на турнире в Санкт-Пёльтене, где в 2001-04 году завоёвывает сразу три титула.
Последним годом сколько-нибудь крупных успехов в исполнении пражанина становится сезон-2006: ряд успехов на «челленджерах» и соревнованиях основного тура (в их число входят и сразу два титула) позволяют ему к концу сезона подняться на 33-ю строчку рейтинга. Реанимированный союз с Визнером приносит титул в Вене.
В 2007-08 годах результаты постепенно идут на убыль и Пала вскоре завершает карьеру игрока. Последний турнир, ещё раз вспомнив прошлое, Петр вместе с Павлом Визнером проводит летом 2009 года — в Гштаде. Чехи уступают уже на старте и вместе прощаются с большим теннисом.

### Карьера в миксте
За свою игровую карьеру Петр тринадцать раз принимает участие в турнирах Большого шлема в смешанном парном разряде. Наиболее удачными из них оказываются два: на Roland Garros-2001 он вместе со словачкой Жанеттой Гусаровой доходит до полуфинала, обыграв весьма сильные пары Зимонич / Среботник и Вудбридж / Стаббс. Спустя несколько месяцев весьма удачно проходит аналогичный турнир на Australian Open, где в паре с соотечественницей Кветой Грдличковой он выходит в четвертьфинал.

### Тренерская карьера
Накануне сезона-2008, будучи ещё действующим игроком, Петр возглавил женскую команду Чехии в Кубке Федерации. Пражанину удалось уже в свой первый сезон вернуть сборную в элитную восьмёрку, а в 2011 году привести её к первому за тринадцать лет титулу в этом турнире.

## Рейтинг на конец года
| Год  | Одиночный рейтинг | Парный рейтинг |
| 2008 |                   | 111            |
| 2007 |                   | 64             |
| 2006 |                   | 33             |
| 2005 |                   | 75             |
| 2004 |                   | 35             |
| 2003 |                   | 43             |
| 2002 |                   | 38             |
| 2001 |                   | 16             |
| 2000 |                   | 56             |
| 1999 |                   | 99             |
| 1998 | 573               | 177            |
| 1997 |                   | 180            |
| 1996 | 460               | 134            |
| 1995 | 330               | 165            |
| 1994 | 447               | 232            |
| 1993 |                   | 398            |

## Выступления на турнирах

### Финалы турниров Большого шлема в парном разряде (1)

#### Поражения (1)
| №  | Год  | Турнир                     | Покрытие | Партнёрша    | Соперники в финале         | Счёт       |
| 1. | 2001 | Открытый чемпионат Франции | Грунт    | Павел Визнер | Махеш Бхупати Леандер Паес | 6-7(5) 3-6 |

### Финалы Итогового чемпионата ATP в парном разряде (1)

#### Поражения (1)
| №  | Год  | Турнир          | Покрытие | Партнёрша    | Соперницы в финале     | Счёт                  |
| 1. | 2002 | Бангалор, Индия | Хард     | Павел Визнер | Эллис Феррейра Рик Лич | 7-6(6) 6-7(2) 4-6 4-6 |

### Финалы турниров ATP в парном разряде (17)

#### Победы (7)
| Легенда:                     |
| ---------------------------- |
| Турниры Большого Шлема (0)   |
| Masters Cup (0)              |
| ATP Masters (0)              |
| ATP International Gold (0+1) |
| ATP International (0+6)      |

| Титулы по покрытиям | Титулы по месту проведения матчей турнира |
| ------------------- | ----------------------------------------- |
| Хард (0+2)          | Зал (0+1)                                 |
| Грунт (0+5)         | Зал (0+1)                                 |
| Трава (0)           | Открытый воздух (0+6)                     |
| Ковёр (0)           | Открытый воздух (0+6)                     |

| №  | Дата            | Турнир                     | Покрытие | Партнёр        | Соперники в финале            | Счёт            |
| 1. | 26 мая 2001     | Санкт-Пёльтен, Австрия     | Грунт    | Давид Рикль    | Жайме Онсинс Даниэль Орсанич  | 6-3 5-7 7-5     |
| 2. | 25 мая 2002     | Санкт-Пёльтен, Австрия (2) | Грунт    | Давид Рикль    | Майк Брайан Майкл Хилл        | 7-5 6-4         |
| 3. | 22 мая 2004     | Санкт-Пёльтен, Австрия (3) | Грунт    | Мариано Худ    | Томаш Цибулец Леош Фридль     | 3-6 7-5 6-4     |
| 4. | 31 июля 2005    | Умаг, Хорватия             | Грунт    | Иржи Новак     | Михал Мертиняк Давид Шкох     | 6-3 6-3         |
| 5. | 8 января 2006   | Ченнай, Индия              | Хард     | Михал Мертиняк | Пракаш Амритраж Рохан Бопанна | 6-2 7-5         |
| 6. | 15 октября 2006 | Вена, Австрия              | Хард(i)  | Павел Визнер   | Юлиан Ноул Юрген Мельцер      | 6-4 3-6 [12-10] |
| 7. | 20 июля 2008    | Умаг, Хорватия (2)         | Грунт    | Михал Мертиняк | Карлос Берлок Фабио Фоньини   | 2-6 6-3 [10-5]  |

#### Поражения (10)
| №   | Дата            | Турнир                      | Покрытие | Партнёр       | Соперники в финале            | Счёт                  |
| 1.  | 15 августа 1999 | Сан-Марино                  | Грунт    | Павел Визнер  | Лукас Арнольд Кер Мариано Худ | 3-6 2-6               |
| 2.  | 23 октября 2000 | Мумбаи, Индия               | Хард     | Павел Визнер  | Шенг Схалкен Паул Хархёйс     | 2-6 6-3 4-6           |
| 3.  | 26 ноября 2000  | Стокгольм, Швеция           | Хард(i)  | Павел Визнер  | Даниэль Нестор Марк Ноулз     | 3-6 2-6               |
| 4.  | 25 февраля 2001 | Роттердам, Нидерланды       | Хард(i)  | Павел Визнер  | Йонас Бьоркман Роджер Федерер | 3-6 0-6               |
| 5.  | 10 июня 2001    | Открытый чемпионат Франции  | Грунт    | Павел Визнер  | Махеш Бхупати Леандер Паес    | 6-7(5) 3-6            |
| 6.  | 31 января 2002  | World Doubles Challenge Cup | Хард     | Павел Визнер  | Эллис Феррейра Рик Лич        | 7-6(6) 6-7(2) 4-6 4-6 |
| 7.  | 5 мая 2002      | Мюнхен, Германия            | Грунт    | Павел Визнер  | Петер Лукса Радек Штепанек    | 0-6 7-6(4) [9-11]     |
| 8.  | 25 августа 2002 | Лонг-Айленд, США            | Хард     | Павел Визнер  | Махеш Бхупати Майк Брайан     | 3-6 4-6               |
| 9.  | 13 июня 2004    | Халле, Германия             | Трава    | Томаш Цибулец | Леандер Паес Давид Рикль      | 2-6 5-7               |
| 10. | 10 октября 2004 | Токио, Япония               | Хард     | Иржи Новак    | Джаред Палмер Павел Визнер    | 1-5 — отказ           |

## История выступлений на турнирах
| Турнир                      | 1996  | 1999  | 2000  | 2001  | 2002  | 2003  | 2004  | 2005  | 2006  | 2007  | 2008  | Итог   | В/П за карьеру |
| --------------------------- | ----- | ----- | ----- | ----- | ----- | ----- | ----- | ----- | ----- | ----- | ----- | ------ | -------------- |
| Турниры Большого Шлема      |       |       |       |       |       |       |       |       |       |       |       |        |                |
| Australian Open             | -     | -     | 1Р    | 2Р    | 3Р    | 1Р    | 3Р    | 1Р    | 1Р    | 2Р    | 1Р    | 0 / 9  | 5-9            |
| Roland Garros               | -     | -     | 2Р    | Ф     | 1Р    | 1Р    | 2Р    | 1Р    | 2Р    | 2Р    | 1Р    | 0 / 9  | 9-9            |
| Уимблдон                    | 3Р    | -     | 2Р    | 1/4   | 1Р    | 1Р    | 1Р    | 1Р    | 2Р    | 3Р    | 3Р    | 0 / 10 | 13-10          |
| US Open                     | 1Р    | 1Р    | 1Р    | 3Р    | 2Р    | 2Р    | 1Р    | 1Р    | 1Р    | 2Р    | -     | 0 / 10 | 4-10           |
| Итог                        | 0 / 2 | 0 / 1 | 0 / 4 | 0 / 4 | 0 / 4 | 0 / 4 | 0 / 4 | 0 / 4 | 0 / 4 | 0 / 4 | 0 / 3 | 0 / 38 |                |
| В/П в сезоне                | 2-2   | 0-1   | 2-4   | 9-4   | 3-4   | 1-4   | 2-4   | 0-4   | 2-4   | 5-4   | 4-3   |        | 31-38          |
| Итоговый чемпионат ATP      |       |       |       |       |       |       |       |       |       |       |       |        |                |
| World Doubles Challenge Cup | -     | -     | -     | -     | Ф     | -     | -     | -     | -     | -     | -     | 0 / 1  | 3-2            |

| Турнир                 | 2000  | 2001  | 2002  | 2003  | 2004  | 2005  | 2006  | Итог   | В/П за карьеру |
| ---------------------- | ----- | ----- | ----- | ----- | ----- | ----- | ----- | ------ | -------------- |
| Турниры Большого Шлема |       |       |       |       |       |       |       |        |                |
| Australian Open        | -     | -     | 1/4   | -     | -     | 1Р    | -     | 0 / 2  | 2-2            |
| Roland Garros          | -     | 1/2   | 1Р    | -     | 1Р    | -     | -     | 0 / 3  | 2-4            |
| Уимблдон               | 2Р    | 1Р    | 2Р    | 2Р    | 1Р    | 1Р    | 1Р    | 0 / 7  | 3-6            |
| US Open                | -     | 1Р    | -     | -     | -     | -     | -     | 0 / 1  | 0-1            |
| Итог                   | 0 / 1 | 0 / 3 | 0 / 3 | 0 / 1 | 0 / 2 | 0 / 2 | 0 / 1 | 0 / 13 |                |
| В/П в сезоне           | 1-1   | 2-3   | 3-2   | 1-1   | 0-2   | 0-2   | 0-1   |        | 7-13           |